# Parafia Chrystusa Króla w Trzcianie-Zawadce
Parafia Chrystusa Króla w Trzcianie-Zawadce − parafia rzymskokatolicka z siedzibą w Trzcianie-Zawadce Rymanowskiej, znajdująca się w archidiecezji przemyskiej, w dekanacie Dukla.

## Historia
W 1968 roku w Trzcianie dekretem bpa Ignacego Tokarczuka została erygowana parafia, z wydzielonego terytorium parafii Dukla i parafii Lubatowa.
Na terenie parafii jest 430 wiernych (w tym: Trzciana – 214, Zawadka Rymanowska – 216).
Proboszczowie parafii:
1968–1969. o. Lucjusz Grudziński OFM.
1973–1975. o. Maurycy Oramus OFM.
1975–1978. o. Gabriel Kudzia OFM.
1979–1987. o. Karol Adamowicz OFM.
2005–2006. o. Kryspin Florys OFM.
2009–2011. o. Dobromil Godzik OFM.
o. Ksawery Ogórek OFM.

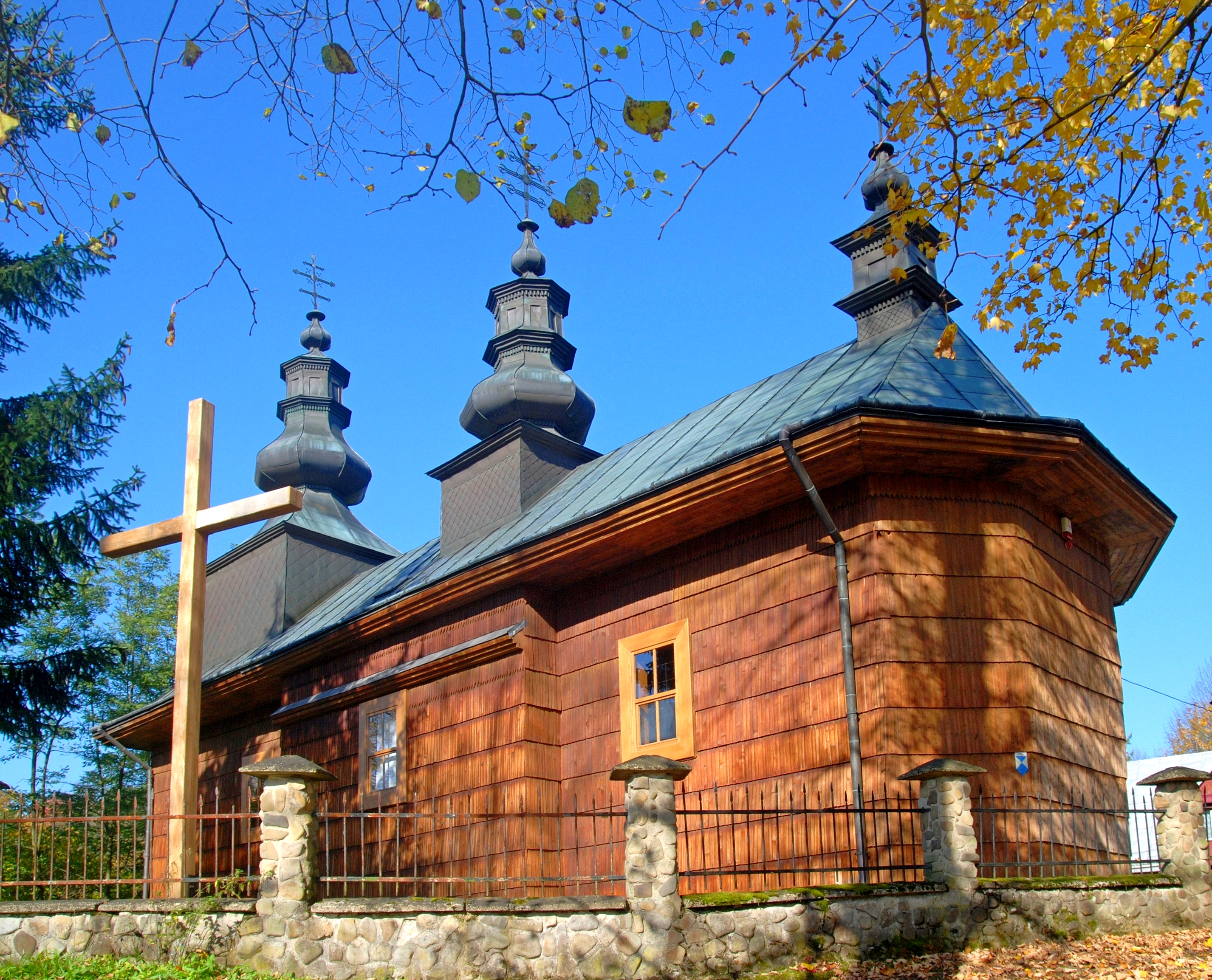
Kościół filialny w Zawadce Rymanowskiej
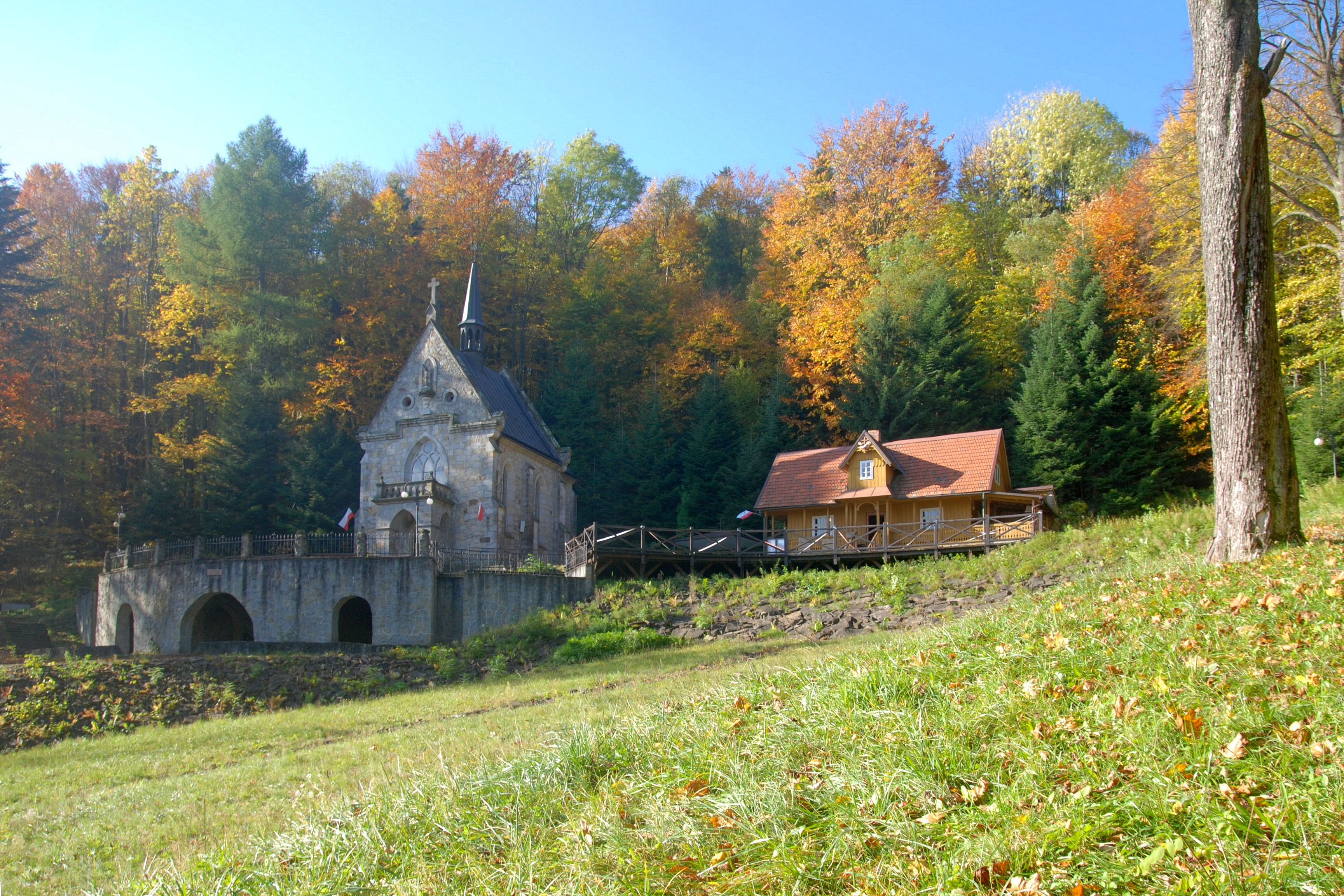
Kaplica św. Jana z Dukli w Trzcianie, Pustelnia na Puszczy